# Ceroma leppanae
Ceroma leppanae är en spindeldjursart som beskrevs av Hewitt 1914. Ceroma leppanae ingår i släktet Ceroma och familjen Ceromidae. Inga underarter finns listade i Catalogue of Life.